# Baldassare Reina
Baldassare Reina (San Giovanni Gemini, 26. studenoga 1970.) talijanski je prelat Katoličke Crkve koji je od listopada 2024. generalni vikar Rimske biskupije, gdje je počevši od 2022. služio šest mjeseci kao pomoćni biskup i 21 mjesec kao zamjenik. Prije 2022. radio je u svojoj rodnoj nadbiskupiji Agrigento na Siciliji, uključujući devet godina kao rektor velikog sjemeništa.
Papa Franjo ga je 7. prosinca 2024. proglasio kardinalom, dodijelivši mu kao članu reda svećenika kardinala naslov Santa Maria Assunta e San Giuseppe a Primavalle.